# Филипп
Фили́пп (др.-греч. Φίλιππος — «любящий лошадей»; от др.-греч. φιλέω — «люблю», и др.-греч. ἵππος — «лошадь») — мужское имя греческого происхождения. У А. В. Суперанской имя переводится не только как «любящий лошадей», но и как «увлекающийся верховой ездой». От этого имени произошла фамилия Филиппов.
На Русь попало с христианством из Византии, но частым имя стало позднее. Согласно В. А. Никонову, в 1940-х годах имя в СССР стало редким для города, но в сельской местности было ещё популярным. К 1980-м годам имя стало модным среди городской интеллигенции.

## Именины
- Православные (даты даны по григорианскому календарю)[4]: 17 января, 22 января, 7 февраля, 5 марта, 7 марта, 11 апреля, 25 мая, 13 июня, 13 июля, 16 июля, 30 августа, 15 сентября, 16 сентября, 18 октября, 24 октября, 11 ноября, 27 ноября, 28 ноября.